# Typhlomangelia
Typhlomangelia é um gênero de gastrópodes pertencente a família Borsoniidae.

## Espécies
- Typhlomangelia adenica Sysoev, 1996[3]
- Typhlomangelia brevicanalis (Shuto, 1983)
- Typhlomangelia cariosa (Watson, 1886)[4]
- Typhlomangelia corona (Laseron, 1954)
- Typhlomangelia fluctuosa (Watson, 1881)[5]
- Typhlomangelia lincta (Watson, 1881)[6]
- †Typhlomangelia magna (Maxwell, 1969)
- Typhlomangelia maldivica Sysoev, 1996[7]
- Typhlomangelia nivalis (Lovén, 1846)[8]
- †Typhlomangelia nodosolirata (Suter, 1917)
- Typhlomangelia polythele Barnard, 1963[9]
- †Typhlomangelia powelli (Maxwell, 1988)
- Typhlomangelia pyrrha (Watson, 1881)[10]
- †Typhlomangelia vexilliformis (P. Marshall & R. Murdoch, 1923)

Espécies trazidas para a sinonímia
- Typhlomangelia innocentia (Dell, 1990):[11] sinônimo de Typhlomangelia innocentia Dell, 1990
- Typhlomangelia nivale (Loven, 1846):[12] sinônimo de Typhlomangelia nivalis (Lovén, 1846)
- Typhlomangelia principalis Thiele, 1912:[13] sinônimo de Antarctospira principalis (Thiele, 1912)
- Typhlomangelia tanneri Verrill & S. Smith, 1884: sinônimo de Retidrillia pruina (Watson, 1881)